# 베로니카, 죽기로 결심하다
《베로니카, 죽기로 결심하다》(포르투갈어: Veronika Decide Morrer)는 파울로 코엘료의 소설로, 1998년에 출판되었다.

## 영화화
이 소설은 다음의 작품으로 영화화되었다.
- 베로니카, 죽기로 결심하다(ベロニカは死ぬことにした): 2005년 일본 영화.
- 베로니카, 죽기로 결심하다((Veronika Decides to Die): 2009년 미국 영화.